# Különvélemény (novelláskötet)
A Különvélemény (Minority Report) egy 2002-ben megjelent novelláskötet, mely Philip K. Dick tíz novelláját tartalmazza. A kötetet a Szukits Könyvkiadó adta ki magyarul az azonos című mozifilm premierje alkalmából, és használta fel a borítóhoz a film egyik plakátját. A történetek nagy része már korábban publikálva volt olyan magazinokban, mint a Fantastic Universe, Astounding, Space Science Fiction, Galaxy Science Fiction, Worlds of Tomorrow és a Fantasy and Science Fiction.

## Novellák
- Különvélemény (The Minority Report)
- Második változat (Second Variety)
- Imposztor (Impostor)
- Emlékárusítás nagyban és kicsiben (a kötetben Emlékmás címen olvasható; eredeti címe: We Can Remember It for You Wholesale, a kötetben tévesen We Can Build You-ként feltüntetve.)
- Harcjáték (a kötetben A citadella címen olvasható; eredeti címe: War Game)
- Apáink hite (Faith of Our Fathers)
- Elektromos hangya (The Electric Ant)
- Amit a holtak mondanak (What the Dead Man Say)
- Kémek (Oh, to Be a Blobel!)
- A legutolsó történet  (The Story to End All Strories)
- Galamb Zoltán utószava

## Magyarul
- Különvélemény. Valamint Emlékmás, Imposztor és más novellák; ford. Galamb Zoltán et al.; Szukits, Szeged, 2002  (Sikerfilmek – könyvsikerek)

## Filmadaptációk
- Különvélemény (Minority Report)
- Total Recall – Az emlékmás (Total Recall)
- Az elhagyott bolygó (Screamers)
- Imposztor (Impostor)